# Gaeides gorogon
Gaeides gorogon är en fjärilsart som beskrevs av Jean Baptiste Boisduval 1852. Gaeides gorogon ingår i släktet Gaeides och familjen juvelvingar. Inga underarter finns listade i Catalogue of Life.